# Alba Caño Isant
Alba Caño Isant ( Puig-Gros, 30 de septiembre de 2003 ) es una futbolista española que juega en la posición de centrocampista en el Fútbol Club Barcelona.
En la cantera del Barça desde 2018, Caño había jugado anteriormente en la Escuela Comarcal de Fútbol Les Garrigues (2008-2015) y en la AEM (2015-2018)  donde formó parte del histórico equipo infantil que ganó una Liga masculina entrenado por Dani Rodrigo. Esta será su séptima temporada como blaugrana y la quinta en el filial, que ahora capitanea.
Pocos meses después de proclamarse campeona de Europa Sub-19 en Ostrava (Chequia) con la selección española, fue convocada en octubre de 2021 por el técnico Pedro López. Desde entonces, ha sufrido algunas lesiones que le privaron de regresar al primer equipo, aunque este verano ha hecho la pretemporada desde el inicio e intentará hacerse un hueco en el centro del campo azulgrana, en el que figuran estrellas como Aitana Bonmatí o Alexia Putellas.
A inicios de febrero de 2023, Alba retornó a los terrenos de juego con el Barcelona B frente al Real Oviedo (Primera RFEF) tras casi tres meses de baja por lesión.
En julio de este mismo año, firma en presencia del Director Deportivo Markel Zubizarreta, y del Coordinador del fútbol formativo, Jordi Ventura, la continuidad en el Club en su etapa en el Barça B, sumando así 6 temporadas como centrocampista en el Barça.
La centrocampista ilerdense mantiene la ficha del filial del Barça, aunque esta temporada también estará en dinámica del primer equipo azulgrana como ya pasó la campaña anterior en las sesiones de entrenamiento, donde aportará profundidad a la rotación del conjunto de Pere Romeu. En su repertorio destaca su buena visión de juego y el buen disparo desde fuera del área.
Alba sufrió algunas lesiones que le privaron de regresar al primer equipo del femenino, aunque este verano pudo hacer toda la pretemporada a las órdenes de Pere Romeu desde el inicio, por lo que intentará hacerse con más oportunidades en el centro del campo del primer equipo azulgrana.
Premios:
Internacionales de clubes:
- UEFA Copa Femenina (2023/2024 y 2022/2023)

Nacionales de clubes:
- Superliga (2023/2024 y 2022/2023)
- Copa de la Reina (2023/2024)
- Supercopa femenina (2023/2024 y 2022/2023)

El 19 de agosto de 2023 en el amistoso frente al Montpellier (2-0) en el Estadi Johan Cruyff, Alba Caño marcó en el primer minuto de juego. La de Puiggròs aprovechó un despeje del rival francés en la frontal del área, y con un disparo raso puso en ventaja al FC Barcelona. El otro gol lo anotó Laia Martret (min 89), a servicio de Lucía Corrales.
En el verano de 2023 efectúa la pretemporada con el primer equipo del FC Barcelona.

## Palmarés
- Primera Federación : 2022-23 y 2023-24.

- Liga F: 2023-24